# Star Wars: Squadrons
Star Wars: Squadrons è un videogioco di combattimento spaziale situato nell'universo di Star Wars. Ambientato dopo Il ritorno dello Jedi, il gioco è stato sviluppato dalla casa canadese Motive Studios, già autrice di Star Wars: Battlefront II, e distribuito dalla Electronic Arts il 2 ottobre 2020 per Xbox One, PlayStation 4 e Microsoft Windows.
L'intero gioco è giocabile in realtà virtuale sia su PC che sulle console PlayStation 4 e PlayStation 5 utilizzando il PlayStation VR.

## Modalità di gioco
Il giocatore prende il controllo di navi appartenenti all'Impero galattico e alla Nuova Repubblica; queste navi possono utilizzare le loro varie armi, scudi e motori per sconfiggere gli avversari in combattimento. Le navi dell'Impero non possiedono scudi, obbligando nuovi metodi per dare ai giocatori di entrambe le squadre possibilità eque. È anche possibile ottenere esperienza in modo da sbloccare nuove armi, scudi, aggiornamenti e vari oggetti estetici per il pilota e la sua nave.
Il gioco è diviso in due modalità multigiocatore e una a giocatore singolo:
- Storia: ambientata dopo la battaglia di Endor e la risultante distruzione della seconda Morte Nera, la storia segue le vicende alternate di Rao Highmoon, della Squadriglia Vanguard della Nuova Repubblica, incaricato di proteggere la Starhawk, e Case Kassandora, della Squadriglia Titan dell'Impero incaricato di distruggerla.
- Dogfight: simile alla classica modalità deathmatch a squadre, consente a due squadre di cinque giocatori di combattersi tra di loro.
- Battaglia di Flotta: simile alla Dogfight, ma l'obiettivo è invece distruggere l'ammiraglia del nemico.

Entrambe le fazioni dispongono anche di quattro classi ciascuna:
| Impero           | Classe       | Repubblica |
| ---------------- | ------------ | ---------- |
| Caccia TIE       | Caccia       | Ala-X      |
| Intercettore TIE | Intercettore | Ala-A      |
| Bombardiere TIE  | Bombardiere  | Ala-Y      |
| Mietitore TIE    | Supporto     | Ala-U      |